# Genossenschaftskelter

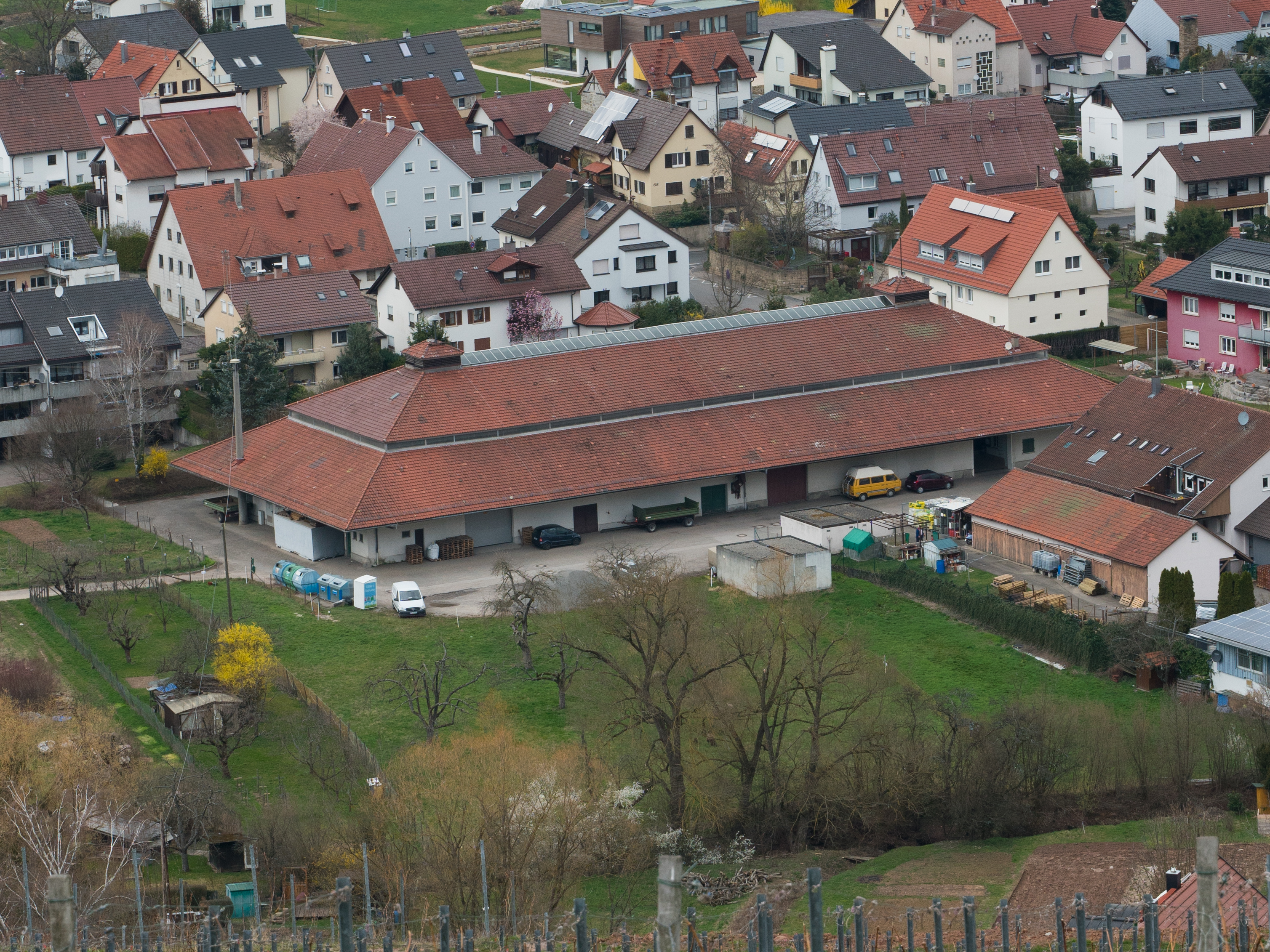
Genossenschaftskelter

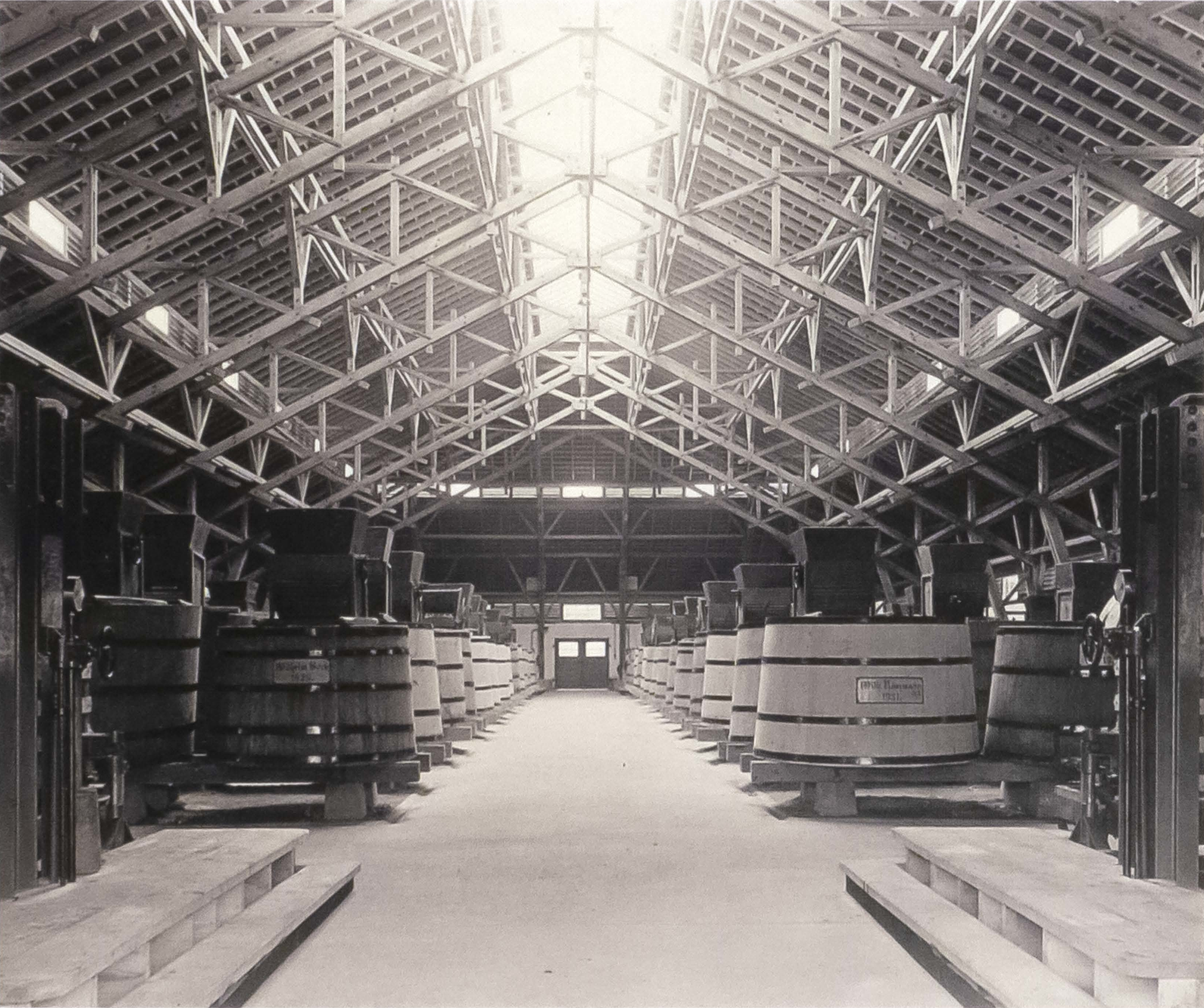
Genossenschaftskelter nach 1931

Die Genossenschaftskelter ist ein Bauwerk und Kulturdenkmal in Stetten, einem Ortsteil von Kernen im Remstal im Rems-Murr-Kreis in Baden-Württemberg.

## Gebäude
Das Gebäude befindet sich im südlichen Teil von Stetten in der Weinstraße 6. Der Bau ohne Stützen ist 64 m lang und 23 m breit. Damit ist die Kelter eine der größten im Remstal.
An der Nordseite befinden sich zwei Inschriften:
Weingärtner-Genossenschaft Stetten i. R. 1931.
Erbaut in Schwerer Zeit – ein Zeichen unsrer Einigkeit.

## Geschichte
Das Gebäude wurde 1931 mit Gründung der Weinbaugenossenschaft erbaut. Die Kosten beliefen sich damals auf 74.000 Mark. Der Entwurf kam vom Untertürkheimer Architekturbüro Maas und Horlacher. Mit Inbetriebnahme löste die Kelter die Hohe Kelter ab.

### Heute
Das Gebäude ist seit 2021 ungenutzt. Zwischenzeitlich war der Abriss im Gespräch. Seit September 2023 steht die Kelter unter Denkmalschutz nach § 2 des baden-württembergischen Denkmalschutzgesetzes aus wissenschaftlichen und heimatgeschichtlichen Gründen. Seit Januar 2024 steht das Gebäude zum Verkauf.